# Вантаж (фільм, 2018)
«Вантаж» (серб. Teret) — копродукційний драматичний фільм 2018 року, поставлений режисером Огнєном Главоничем. Світова прем'єра стрічки відбулася 12 травня 2018 року на 71-му Каннському міжнародному кінофестивалі, де вона брала участь в конкурсній програмі «Особливий погляд». Також фільм брав участь в міжнародному конкурсі 47-го Київського міжнародного кінофестивалю «Молодість» та отримав Спеціальну відзнаку журі міжнародного повнометражного конкурсу.

## Сюжет
Влада працює водієм вантажівки в Сербії під час бомбардувань НАТО в 1999 році. Отримавши завдання перевезти таємничий вантаж із Косова до Белграда, він прокладає шлях незнайомою місцевістю крізь пошрамовану війною країну. Він знає, що потім муситиме повернутися додому і побачить наслідки своїх дій.

## У ролях
| • Леон Лучев       | … | Влада |
| • Павле Чемерикич  | … |       |
| • Тамара Крцунович | … |       |
| • Іван Лучев       | … |       |
| • Ігор Бенчина     | … |       |
| • Коста Бекрич     | … |       |
| • Новак Білбія     | … |       |
| • Тадія Калукович  | … |       |
| • Браніслав Кирич  | … |       |
| • Радойє Чупич     | … |       |

## Знімальна група
- Автор сценарію — Огнєн Главонич
- Режисер-постановник — Огнєн Главонич
- Продюсер — Софі Ербс, Огнєн Главонич, Стефан Іванчич, Драгана Йовович
- Асоційований продюсер — Владимир Відич
- Співпродюсер — Том Деркур, Пурія Гейдарі Ор, Анкіца Юрич-Тиліч
- Оператор — Таня Крстевський
- Монтаж — Єлена Максимович
- Художник з костюмів — Майя Миркович
- Артдиректор — Зорана Петров
- Підбір акторів —

## Нагороди та номінації
| Список нагород та номінацій | Список нагород та номінацій | Список нагород та номінацій | Список нагород та номінацій | Список нагород та номінацій | Список нагород та номінацій |
| Кінофестиваль/Кінопремія    | Рік                         | Категорія                   | Номінант(и)                 | Результат                   | Дж                          |
| --------------------------- | --------------------------- | --------------------------- | --------------------------- | --------------------------- | --------------------------- |
| Каннський кінофестиваль     | травень 2018                | Приз «Особливий погляд»     | Вантаж                      | Номінація                   | [ 1 ]                       |
| Київський МКФ «Молодість»   | 2018                        | Гран-прі «Скіфський олень»  | Вантаж                      | Номінація                   | [ 3 ]                       |
| Київський МКФ «Молодість»   | 2018                        | Спеціальна відзнака журі    | Вантаж                      | Перемога                    | [ 5 ]                       |